# Aceite de colza

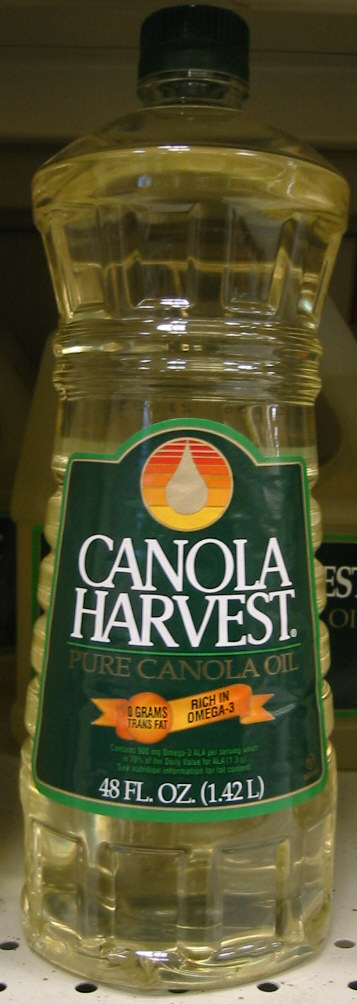
Una botella de aceite de colza.

El aceite de colza (también denominado aceite de nabina o aceite de canola) es el extracto de la semilla de la colza, usado sobre todo en el norte de Europa como condimento y para el alumbrado. Es de textura viscosa y color pardo oscuro antes de llegar a ser refinado. De este aceite se puede separar estearina sólida. En países europeos como Alemania es el principal aceite de uso alimentario utilizado para la cocina y la fabricación de comida.

## Composición química
Está compuesto principalmente por ácido erúcico (45-54 %), ácido linoleico (10-19 %), vitamina E (55-80 mg cada 100 g) y ácido linolénico (5-9 %). Actualmente existen variedades de colza del género Brassica (Brassica napus, Brassica rapa o Brassica juncea) cuyo aceite contiene bajos niveles de ácido erúcico. A estos nuevos tipos de aceite se los denomina «canola» o «colza doble cero», por su también bajo nivel de glucosinolatos. El cambio de nombre sirve para distinguirlo del aceite de colza natural, que tiene un contenido de ácido erúcico mucho más alto. La variedad Oro, desarrollada en Canadá mediante técnicas de mejoramiento convencional, contiene menos de 2 % de dicho ácido, una cantidad que no se considera significativa como un riesgo para la salud.

## Usos

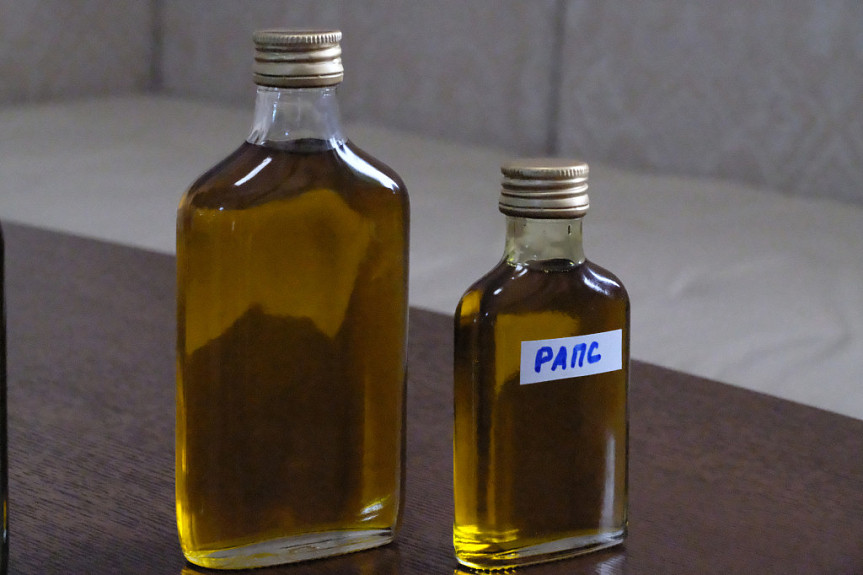
Aceite de colza obtenido como experimento. Buriatia, Rusia

El aceite de colza se usa ampliamente como lubricante para maquinaria. Fue ampliamente utilizado en la iluminación doméstica europea antes de la llegada del gas de carbón (ciudad) o el queroseno.
Más recientemente, la colza se ha cultivado en Europa como ingrediente de los combustibles biodiésel y es la principal fuente de biodiésel en Alemania.
El aceite de colza también se utiliza como aceite alimenticio. Bornholm, Dinamarca es el único lugar para producir aceite de colza de la semilla del germen.

## Producción mundial
Datos disponibles de la producción mundial de aceite de colza en 2018, en millones de toneladas por año :
| Puesto | País           | Millones de Toneladas |
| ------ | -------------- | --------------------- |
| 1      | Canadá         | 4,17                  |
| 2      | China          | 3,64                  |
| 3      | Alemania       | 3,14                  |
| 4      | India          | 2,47                  |
| 5      | Francia        | 1,78                  |
| 6      | Polonia        | 1,19                  |
| 7      | Japón          | 1,02                  |
| 8      | Reino Unido    | 0,83                  |
| 9      | Estados Unidos | 0,71                  |
| 10     | Bélgica        | 0,64                  |

## Envenenamiento masivo de 1981 en España
En España, se atribuyó a un manejo irresponsable y criminal de este tipo de aceite que produjo en la primavera de 1981 la muerte de aproximadamente 5000 personas y el envenenamiento de otras 60 000, según la Organización de Consumidores y Usuarios. De ellas, 25 000 resultaron con secuelas irreversibles. Aunque a mediados de 1981 se hablaba de 700 víctimas fatales, los primeros casos se manifestaron a principios de mayo de ese año y el Gobierno anunció por televisión que el responsable de la «nueva epidemia» era una partida de aceite de colza desnaturalizado, distribuido en venta ambulante como aceite de oliva. Pero no todos los científicos concordaban en las causas del envenenamiento; se investigó si la causa era un micoplasma, de transmisión aérea, que tras diez días de incubación genera los mismos síntomas de envenenamiento gástrico, o si podían ser tomates contaminados con un pesticida organofosforado de uso ilegal en España, hipótesis que fue sostenida por el Dr. Antonio Muro y Fernández Cavada, director en funciones del Hospital del Rey en Madrid. El Dr. Fernando Montoro y la Dra. Concepción Sáenz Laín escribieron un artículo postulando que la causa del Síndrome Tóxico podía ser un hongo que crece sobre la colza y produce aflatoxinas y, a su vez, rechazaron la hipótesis de que fuera contaminación con anilina. Luis Frontela, catedrático de Medicina Legal y director del Instituto de Ciencias Forenses de la Universidad de Sevilla, presentó un informe en donde postula que el responsable podría ser un nematicida (veneno contra nematodos parásitos de las raíces) conocido como Nemacur, producido y utilizado en la Comunidad Valenciana. Quien también pidió se investigue la posibilidad de que la causa fuese la utilización de recipientes de cadmio, metal del cual los ácidos a bajas temperaturas son solventes, así la causa podría ser una contaminación progresiva con metales pesados.
Las investigaciones se multiplicaron en varias partes del mundo. Se sabía que dicho aceite es mortal para el ganado vacuno, pero nunca se habían conocido casos de intoxicación en humanos. En España, el catedrático Luis Frontela realizó un experimento en donde se alimentó a ratones con pimientos y tomates que previamente habían sido tratados con un nematicida organofosforado (3-metil-4-metiltiofenil isopropilamido fosfato). «Entre el 1 % y el 20 % de los animales así alimentados han muerto. El resto reproducen las principales lesiones del síndrome tóxico. En cambio los ratones a los que se les ha suministrado aceite de colza lo único que han hecho es engordar».
El tribunal del síndrome tóxico condenó a los principales acusados a penas absolutamente alejadas de las peticiones que había hecho el fiscal, Eduardo Fungairiño. Pese a que la sentencia considera probada la relación de causalidad entre la ingestión del aceite de colza desnaturalizado y la enfermedad, los magistrados estiman que ninguno de los acusados cometió delito de homicidio. Las penas impuestas son las siguientes: Juan Miguel Bengoechea, 20 años y multa de 100 000 pesetas por dos delitos contra la salud pública y otro de imprudencia temeraria profesional. El fiscal pedía para él 60.256 años de cárcel. Ramón Ferrero, 12 años de prisión por dos delitos de imprudencia temeraria profesional y otro de estafa. El fiscal pedía 60.535 años . Jorge Pich, 10 años y 100 000 pesetas de multa por colaborar en los delitos atribuidos a Juan Miguel Bengoechea. La petición fiscal ascendía a  60.526 años. El resto de los acusados fueron condenados a penas inferiores a 4 años o absueltos (25 de los acusados).

## Precio
Los precios del aceite de colza alcanzaron niveles sin precedentes desde mayo de 2022 hasta principios de 2023, alcanzando los niveles más altos de la historia debido principalmente a una inflación galopante. Los crecientes costos de producción, combinados con una fuerte demanda y cambios económicos globales, han impulsado este aumento, impactando significativamente los mercados de consumo y las cadenas de suministro a nivel mundial.